# وليام بلفيلد
وليام تي. بلفيلد (بالإنجليزية:William T. Belfield) (من مواليد عام 1856- وتوفي في عام 1929) هو أخصائي أمراض المسالك البولية أميركي له الفضل في القيام بأول استئصال للبروستاتا (عن طريق فوق العانة) في عام 1885أو 1886 أو 1887 في مستشفى مقاطعة كوك. من المحتمل أن يكون بلفيلد قد قام بالاستئصال الجزئي للبروستاتا. أجرى الجراح البريطاني آرثر فيرغسون ماكغيل، (1850-1890) إجراءًا مماثلًا قريبًا جدًا من هذا الوقت، ولكن اعترف ماكغيل في نهاية المطاف بأن إجراء بلفيلد كان الأول من نوعه.
وُلد بلفيلد في سانت لويس بولاية ميسوري عام 1856 ولكنه أمضى الكثير من طفولته في شيكاغو. حصل بلفيلد على الدكتوراه في الطب من كلية روش الطبية في شيكاغو في عام 1877، وأصبح فيما بعد رئيسًا لقسم أمراض المسالك البولية في عام 1883. سافر بلفيلد عبر أوروبا للحصول على مزيد من الخبرة الجراحية بعد تخرجه من كلية الطب. وكان له دور فعال في الإبلاغ عن اكتشاف المتفطرة السلية على يد روبرت كوخ في الولايات المتحدة حيث اعتبر رائدًا في وقت مبكر لعلم الأحياء الدقيقة هناك. كان بلفيلد الرئيس السادس للجمعية الأمريكية للمسالك البولية.